# Nooitgedachter
Nooitgedachtern är en hästras som härstammar från Sydafrika. Rasen är av ponnytyp och utvecklades på 1950-talet under apartheidregimen av de boer som ville utveckla en ponny som skulle användas på olika ridskolor för vita. Rasen avlas fortfarande fram även om apartheidregimen störtades, fast i mindre skala vilket gjort att rasen är ovanlig och nästan utrotad. Men de exemplar som finns kvar är populär på landets ridskolor och bland både vuxna och barn, då den är snäll och viktbärande.

## Historia
På 1950-talet styrdes Sydafrika av de vita och Apartheid som då även hade kontroll på aveln av landets hästar. Man ville utveckla en ponnyras som skulle användas i ridskolorna som var till för de vita och rika. Ponnyn baserades på Basutoponnyn och Boerhästen med lite inflytande av Arabiskt fullblod för att förädla dem något. Aveln skedde vid ett forskningsinstitut kallat Nooitgedacht Research Station i staden Nooitgedacht som även gav hästrasen dess namn. Institutet köpte ett stort antal hästar år 1951 och året efter hade man upprättat ett avelssystem och en önskad standard för rasen. För att få bukt med inavelsproblemet som fanns bland övriga afrikanska ponnystammar satsade man på rejäl selektiv avel och enbart 1 av 4 föl behölls för avel.
Redan 1967 fanns 8 stuterier för rasen, som alla var en del av avelsprogrammet och samma år startades även rasens egen förening, Nooitgedacht Breeders Society. 1976 blev rasen godkänd som egen ras av Sydafrikanska Stamboksföreningen och ett år efter det auktionerades alla stuterier ut till privatpersoner och ansvaret för aveln föll på föreningen.
Idag arbetar föreningen på att ytterligare förbättra rasen och det finns nu ca 100 stuterier och privata uppfödare för rasen även i andra länder i södra Afrika.

## Egenskaper
Ponnyn är ganska stor, kraftig och viktbärande men med ett ädelt ponnyhuvud som kan se lite för litet ut på den kraftiga kroppen, med en tydligt avsmalnande mule. En del exemplar har avlats med mer fullblod för att få fram en lättare och lite större variant som räknas som stor varmblodshäst istället för ponny.
Ponnyerna är uthålliga och tack vare att de är så pass stora och starka så kan de bära större personer under lång tid och även i extremt väder. Ponnyerna är tåliga och säkra på foten och har tåliga och hårda hovar som väldigt sällan behöver skos. Hästarna är oftast bruna eller gråskimlar och ibland även fux men alla färger utom skäck och tigrerad är tillåtet.